# Clàudia Pons i Xandri
Clàudia Pons i Xandri (Bagá, España, 23 de septiembre de 1984) es una exjugadora de fútbol sala española, actualmente es la entrenadora de la Selección femenina de fútbol sala de España. En el año 2021 fue elegida como mejor seleccionadora del mundo.

## Trayectoria

### Como jugadora
Comenzó jugando en el Gironella hasta que en la temporada 2008-09 ficha por el Cajasur Córdoba donde permanece 2 temporadas ganando dos ligas y una supercopa. En la temporada 2011-12 vuelve al Gironella y permanece hasta que se retira en junio de 2015.

### Como entrenadora
Empezó entrenando a las categorías inferiores de la selección española hasta que en agosto de 2018 se hizo cargo de la selección absoluta, en 2019 gana la Eurocopa.

## Selección nacional
Como jugadora llegó a disputar 23 partidos con la selección y desde 2018 lo hace como seleccionadora.

## Palmarés y distinciones

### Jugadora
- Liga española: 2

2008-09 y 2009-10.
- Supercopa de España: 1

2009.

### Entrenadora
- Eurocopa:

 2019
 2022
 2023
- Mejor entrenadora del mundo en 2021